# Konståkning vid olympiska vinterspelen 1932
Vid olympiska vinterspelen 1932 hölls tre grenar i konståkning, Från måndagen den 8 februari till fredagen den 12 februari 1932.

## Medaljer
| Gren                       | Guld                                  | Silver                              | Brons                               |
| Singel herrar Huvudartikel | Karl Schäfer Österrike                | Gillis Grafström Sverige            | Montgomery Wilson Kanada            |
| Singel damer Huvudartikel  | Sonja Henie Norge                     | Fritzi Burger Österrike             | Maribel Vinson USA                  |
| Par Huvudartikel           | Frankrike Andrée Brunet Pierre Brunet | USA Beatrix Loughran Sherwin Badger | Ungern Emília Rotter László Szollás |

## Deltagande nationer
Enbart två åkare deltog i både singel och pargrenen.
Totalt 39 åkare (18 herrar och 21 damer) från 13 nationer, herrar från tio och damer från nio, deltog i tävlingarna. 
- Österrike (herrar:1 damer:1)
- Belgien (herrar:0 damer:1)
- Kanada (herrar:2 damer:4)
- Tjeckoslovakien (herrar:1 damer:0)
- Finland (herrar:1 damer:0)
- Frankrike (herrar:1 damer:1)
- Tyskland (herrar:1 damer:0)
- Storbritannien (herrar:0 damer:4)
- Ungern (herrar:2 damer:2)
- Japan (herrar:2 damer:0)
- Norge (herrar:0 damer:1)
- Sverige (herrar:1 damer:1)
- USA (herrar:6 damer:6)

## Medaljtabell
| Pl.    | Nation    | Guld | Silver | Brons | Totalt |
| ------ | --------- | ---- | ------ | ----- | ------ |
| 1      | Österrike | 1    | 1      | 0     | 2      |
| 2      | Norge     | 1    | 0      | 0     | 1      |
| 2      | Frankrike | 0    | 1      | 0     | 1      |
| 4      | USA       | 0    | 1      | 1     | 2      |
| 5      | Sverige   | 0    | 1      | 0     | 1      |
| 6      | Kanada    | 0    | 0      | 1     | 1      |
| 6      | Ungern    | 0    | 0      | 1     | 1      |
|        |           |      |        |       |        |
| Totalt | Totalt    | 3    | 3      | 3     | 9      |